# Nybro Kommunbolag
Nybro Kommunbolag AB är ett svenskt förvaltningsbolag som agerar moderbolag för de verksamheter som Nybro kommun har valt att driva i aktiebolagsform. Bolaget ägs helt av kommunen.

## Bolag
Källa: 
- AB Nybro Brunn – Transtorpsfastigheter AB
- Nybro Bostadsaktiebolag
- Nybro Energi Aktiebolag
  - Nybro Elnät Aktiebolag
  - Nybro Värmecentral AB
- Sinia i Nybro AB